# Mont Rovella
Le mont Rovella est une montagne située dans les Alpes pennines culminant à 889 ou 890 mètres d'altitude. Elle se trouve dans la province de Biella le long de la ligne de partage des eaux entre le bassin de la Strona di Mosso proprement dit et celui de son affluent majeur, le torrent Quargnasca. Elle se trouve entre les territoires des communes de Bioglio et de Valle San Nicolao.

## Géographie
Le mont Rovella est un relief préalpin sur le sommet duquel convergent trois versants boisés : l'un dirigé vers l'ouest et un autre vers le sud-est appartiennent à la ligne de partage des eaux Strona di Mosso - Quargnasca tandis que le troisième dirigé vers le nord disparaît peu à peu au fond de la vallée Strona dans les environs de la vallée Mosso. De par sa masse et sa latitude relativement élevée, le sommet domine les collines du Biellois central tout en se trouvant à l'écart de la quasi-totalité de la province. Sur tous ces versants, le mont Rovella est recouvert de bois de feuillus, notamment de chênes. À l'ouest du sommet se trouve le petit sanctuaire de Banchette qui sépare le mont Rovella de la colline de Pettinengo.

## Histoire
La cime du mont Rovella aurait été l'un des points fondamentaux de la ceinture de fortification que l'évêque de Vercelli fit ériger au début du XIVe siècle afin d'isoler Fra Dolcino et ses partisans, vivant alors sur les montagnes à la limite entre le Biellois et la vallée Sessera.
En 1990, la Direction archéologique du Piémont a mené une campagne de fouilles dans les environs du sommet, portant à la lumière des traces d'une occupation temporaire des lieux ainsi que des restes expliqués par la présence d'un ancien camp retranché. La période à laquelle se réfèrent ces trouvailles a été jugée compatible avec l'époque des évènements dolciniens, mais la possibilité que la montagne ait pu être fortifiée de manière permanente a été exclue.
Toujours au sommet du mont Rovella, fut construit en des temps plus tardifs, un édifice religieux circulaire dont les restes sont encore visibles aujourd'hui. Dans la tradition populaire, les flancs du mont Rovella ont toujours été considérés comme un refuge pour les sorcières.

## Activités
Le sommet du mont Rovella se rejoint facilement depuis le sanctuaire de Banchette par l'intermédiaire d'une route déblayée et d'un sentier. Depuis Bioglio, le sentier est plus raide et moins facile à emprunter. Un autre sentier monte également de la Romanina, hameau de la commune de Veglio situé tout près du fond de la vallée de la Strona di Mosso. Depuis la cime, le panorama, qui pourrait être extrêmement vaste, est limité par la végétation arboricole. Les nombreuses routes déblayées qui traversent la zone en font un lieu idéal pour la pratique du VTT.

## Sources
- (it) Cet article est partiellement ou en totalité issu de l’article de Wikipédia en italien intitulé « Monte Rovella » (voir la liste des auteurs).